# Бернард, Ди’Шон
Ди’Шон Джо́эл Бе́рнард (англ. Di'Shon Joel Bernard; родился 14 октября 2000, Лондон) — ямайский и английский футболист, центральный защитник клуба «Шеффилд Уэнсдей» и национальной сборной Ямайки.

## Клубная карьера
Уроженец Лондона, Бернард начал футбольную карьеру в академии «Челси». В июле 2017 года стал игроком футбольной академии «Манчестер Юнайтед».
В основном составе «Манчестер Юнайтед» дебютировал 28 ноября 2019 года в матче группового этапа Лиги Европы против «Астаны».
В октябре 2020 года отправился в аренду в клуб «Солфорд Сити». В сезоне 2020/21 провёл за команду 30 матчей и забил 2 мяча.
30 июля 2021 года отправился в аренду в клуб «Халл Сити».
31 января 2023 года отправился в аренду в «Портсмут» до конца сезона 2022/23.
31 июля 2023 года перешёл в клуб «Шеффилд Уэнсдей» на постоянной основе.